# Чертова, Надежда Андреевна
Наде́жда Андре́евна Черто́ва (род. 2 мая 1961 года, Архангельск, РСФСР, СССР) — российский юрист, проректор по административной и правовой работе Северного Арктического Федерального Университета имени М. В. Ломоносова (с 2017 года), в прошлом — директор Высшей школы экономики управления и права САФУ, декан юридического факультета Поморского государственного университета, директор Юридического института Северного Арктического Федерального Университета имени М. В. Ломоносова. Доктор юридических наук, профессор, член учёного совета САФУ им. М. В. Ломоносова.

## Биография
Окончила Ленинградский государственный университет имени Жданова в 1985 году, после чего работала в органах прокуратуры, преподавала право в Архангельском государственном медицинском институте, была старшим юрисконсультом в Ярославском областном комитете по охране природы.
В 1993 году вернулась в Архангельск и начала преподавать в Поморском государственном университете имени М. В. Ломоносова (ПГУ) и в Архангельской средней специальной школе милиции МВД России.
В 1998 году была назначена на должность декана Юридического факультета ПГУ. Руководила факультетом вплоть до его ликвидации в результате слияния САФУ и ПГУ, после чего возглавила вновь созданный Юридический институт САФУ, став его директором. В 2016 году данный институт был трансформирован в Высшую школу экономики, управления и права (ВШЭУиП САФУ), путём присоединения к Высшей школе экономики и управления САФУ. По результатам конкурса на должность директора, Надежда Чертова возглавила вновь созданную Высшую школу.
В 2017 году Надежда Андреевна была назначена проректором по административной и правовой работе САФУ. Её преемником на посту директора Высшей школы экономики, управления и права стала кандидат экономических наук, доцент Людмила Силуанова. Несмотря на уход с должности директора Высшей школы, Чертова остаётся профессором кафедры теории и истории государства и права ВШЭУиП САФУ, а также профессором кафедры конституционного и муниципального права этой же высшей школы.
Надежда Чертова является членом президиума Ассоциации юридических ВУЗов России, учебно-методического совета по юридическому образованию Северо-Западного федерального округа, председателем Архангельского регионального отделения Ассоциации юристов России, Российской академии юридических наук, квалификационной коллегии судей Архангельской области и множества общественных советов при различных органах власти и правопорядка.

## Награды
- Заслуженный юрист Российской Федерации (16 декабря 2011) — за заслуги в развитии юридических наук и подготовке юридических кадров[4]
- Почётный работник высшего профессионального образования Российской Федерации (2011)
- Медаль «За содействие МВД России» (2002)
- Медаль «200 лет МВД России» (2002)
- Медаль «10 лет Федеральной службе судебных приставов» (2007)
- Медаль «10 лет Судебному департаменту при Верховном Суде Российской Федерации» (2008)
- Памятный знак избирательной комиссии Архангельской области (2010)
- Юбилейный знак «70 лет УВД по Архангельской области» (2007)
- Почетная грамота Министерства образования Российской Федерации (2003)
- Почетная грамота Ассоциации юридических вузов России (2005, 2007)
- Почетная грамота УВД Архангельской области (2003)
- Почетная грамота администрации Архангельской области (2007)
- Благодарность главы администрации Архангельской области (2002, 2003)

## Основные публикации
- Чертова Н. А. Экологические проблемы Севера: конституционно-правовые аспекты. Монография-М.: Изд-во РАГС, 2006. — 22,3 п.л.
- Чертова Н. А., Ненашев А. А. Уголовно-правовые аспекты обеспечения экологической безопасности водной среды (по материалам Архангельской области). Монография. Архангельск: изд-во ПГУ, 2006. — 7,44 п.л.
- Чертова Н. А. Международно-правовое обеспечение экологической безопасности Севера. Монография Архангельск: изд-во ПГУ, 2006. — 8,8 п.л.
- Чертова Н. А. Конституционно-правовое регулирование экологических прав граждан // Закон и право. ?2006. -№ 4. — 1,5 п.л.
- Чертова Н. А. Роль и перспективы органов внутренних дел в обеспечении экологической безопасности общества // Государство и право. — 2006. -№ 5. — 1,0 п.л.
- Чертова Н. А. Правовые основы обеспечения экологической безопасности общества // Закон и право. ?2006. — № 3.- 1,4 п.л.
- Чертова Н. А. Развитие федерального экологического законодательства на современном этапе // Вестник Поморского университета, 2006. Спецвыпуск. — 1,3 п.л.
- Чертова Н. А. Право на благоприятную окружающую среду в системе конституционных прав и свобод // Черные дыры в российском законодательстве. 2006. — № 1. — 1,1 п.л.
- Чертова Н.А Объективные признаки преступлений против экологической безопасности водной среды и пути их совершенствования // Государство и право. 2004. — № 8. — 0,5 п.л.
- Чертова Н.А Экологические преступления в уложениях Российского государства до 1917 года // Вестник Поморского университет. 2004. — № 2(6). — 0,5 п.л.
- Чертова Н. А. Проблемы экологической безопасности в контексте концепции устойчивого развития // Вестник Поморского университета. — 2006. — № 8. — 0,5 п.л.
- Чертова Н. А. Конституционные гарантии обеспечения и защиты экологических прав человека и гражданина в Российской Федерации // Актуальные проблемы правовой науки. Вып.4 Архангельск: ПГУ, 2006. — 1,1 п.л.
- Чертова Н. А., Кудряшова Т. Ю. Право на экологически достоверную информацию в конституционной системе защиты прав человека // Актуальные проблемы правовой науки. Вып.4. Архангельск: ПГУ, 2006. — 1 п.л.
- Чертова Н. А. Некоторые проблемы реализации конституционного права граждан на благоприятную окружающую среду // Государственное строительство и право. Вып. 17. — 2006 г. / Под общ. ред. Г. В. Мальцева; Отв. ред. О. Н. Доронина. — М.: Изд-во Московского гуманитарного университета, 2006. — 1,4 п.л.
- Чертова Н. А. Конституционные основы законотворческой деятельности субъектов Российской Федерации // Сборник научных трудов. Материалы международной научно-практической конференции «Законотворчество субъектов РФ: установления и реальность», Архангельск, 2006. — 1,1 п.л.
- Чертова Н. А. Роль и значение общественных объединений в обеспечении экологической безопасности общества / В сб. Мониторинг соблюдения прав человека в Северо-Западном федеральном округе РФ. Материалы Международной научно-практической конференции. Архангельск, 2006. — 0,3 п.л.
- Чертова Н.А Правовое понятие экологической безопасности и её обеспечения / Сборник научных статей. Архангельск: ПГУ, 2004. — 0,7 п.л.
- Правовые аспекты обеспечения экологической безопасности Севера // Сборник научных статей. Материалы международной научно-практической конференции. Архангельск: ПГУ, Отв.ред. Н. А. Чертова. 2004. — 19,53 п.л.
- Чертова Н.А Формирование нового осмысления решения экологических проблем российских регионов // Актуальные проблемы правовой науки. Вып.3. Архангельск: ПГУ, 2003. — 0,3 п.л. и др.